# Cchaj Jing-wen
Cchaj Jing-wen (transkripcí Gwoyeu Romatzyh Tsai Ing-wen, čínsky pchin-jinem Cài Yīngwén, znaky 蔡英文, tchajwansky: Chhoà Eng-bûn, * 31. srpna 1956 Tchaj-pej) je tchajwanská politička a univerzitní profesorka práva, mezi lety 2016–2024 prezidentka Čínské republiky, jako první žena v tomto úřadu. Na rozdíl od svého předchůdce, Ma Jing-ťioua, se řadí k odpůrcům sbližování s pevninskou Čínou. V roce 2004 se stala členkou Demokratické pokrokové strany.

## Život

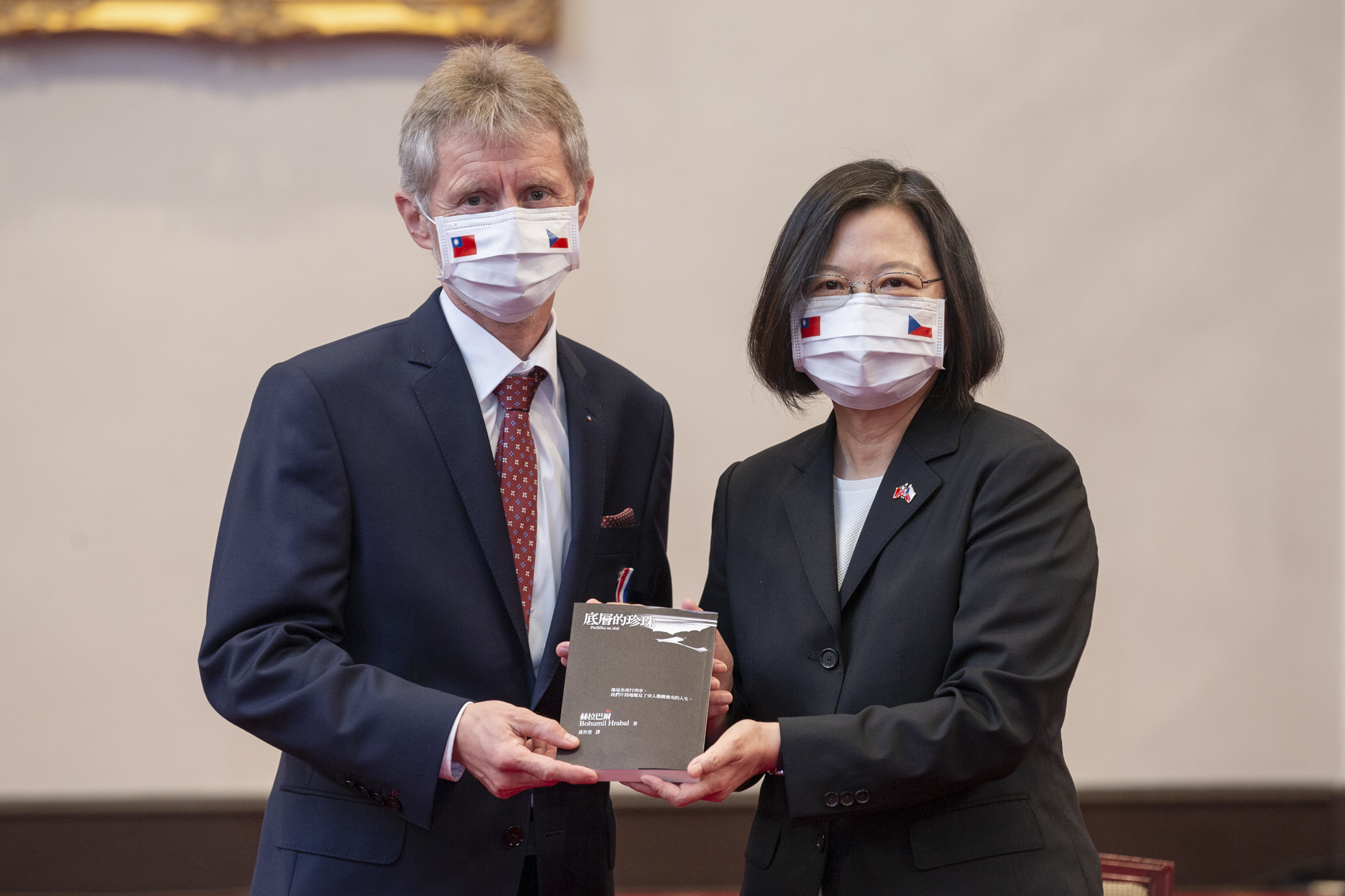
Chaj Jing-wen s českým předsedou Senátu Milošem Vystrčilem v roce 2020

Cchaj Jing-wen se narodila v rodině podnikatele. Studovala práva na Tchaj-wanu, poté v New Yorku, rovněž získala ekonomický doktorát v Londýně. Poté začala přednášet právo na univerzitě a působila v akademické sféře. Členkou Demokratické pokrokové strany se stala v roce 2004, ve 48 letech. Mezi roky 2006 až 2007 byla vicepremiérkou země a zároveň předsedkyní Komise na ochranu spotřebitele. Funkci předsedkyní Demokratické pokrokové strany získala poprvé v roce 2008 po korupčních aférách předchozího prezidenta Čchen Šuej-piena.

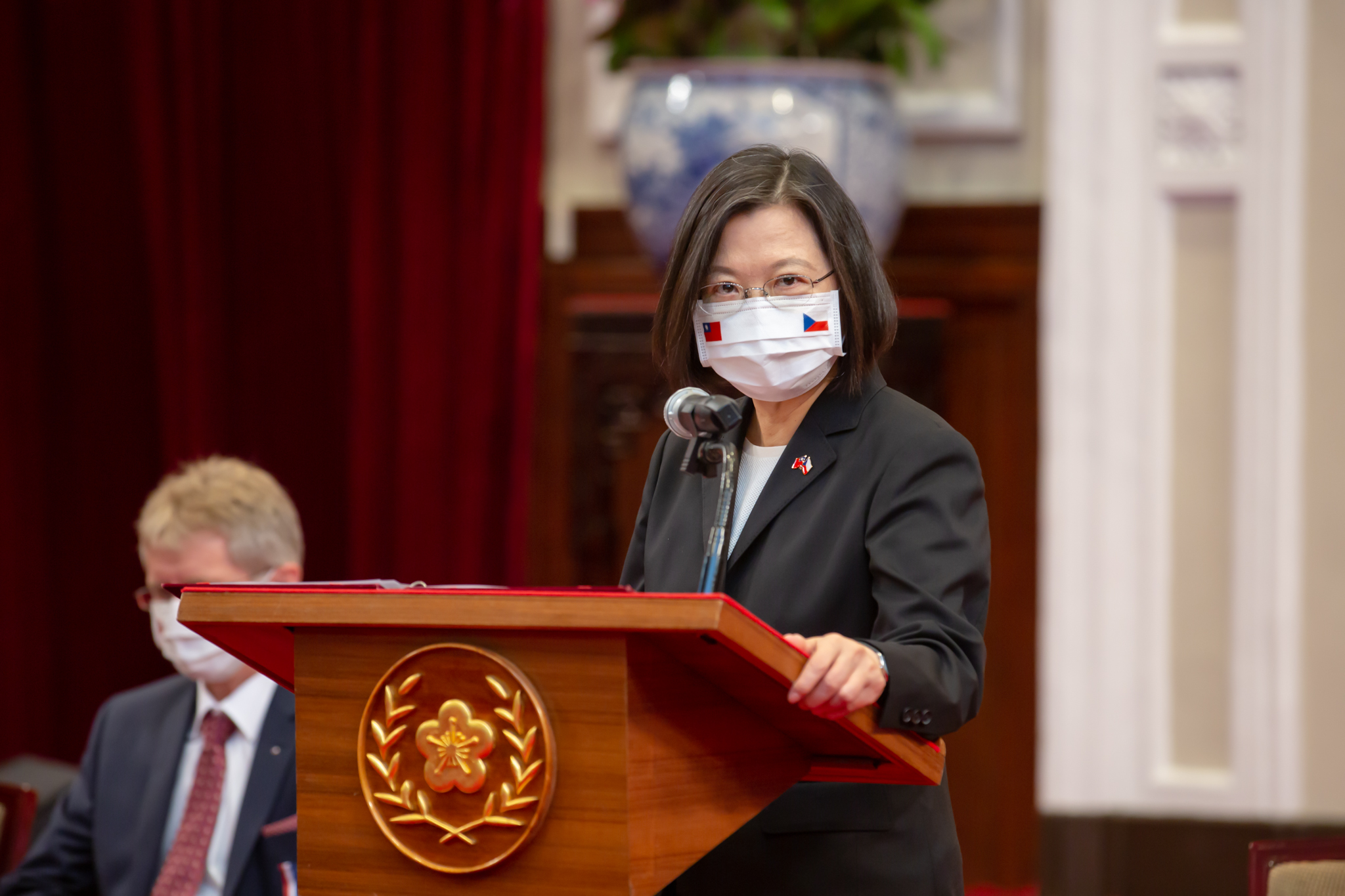
Cchaj Jing-wen

O prezidentství se poprvé pokoušela v lednových volbách 2012, kdy těsně prohrála s kandidátem Kuomintangu Ma Jing-ťiouem, který post obhajoval. Krátce poté rezignovala na předsednictví Demokratické pokrokové strany. Ovšem v květnu 2014 se stala znovu předsedkyní této strany. Prezidentské volby konané 16. ledna 2016 vyhrála s výraznou převahou hlasů (56,12 %) a porazila kandidáta vládnoucí strany Kuomintang Erika Čchu. Na rozdíl od předchůdce v prezidentském úřadu, Ma Jing-ťioua, patří k odpůrcům sbližování s pevninskou Čínou, s opatrnějším postojem. Svůj post obhájila v prezidentských volbách 11. ledna 2020, kdy porazila s výsledkem 57,13 % hlasů kandidáta za Kuomintang kaosiungského starostu Chan Kuo-jü. Podle ústavy do třetího funkčního období kandidovat nemohla, takže v úřadu skončila 20. května 2024, kdy ji nahradil viceprezident a předseda Demokratické pokrokové strany Laj Čching-te.
V srpnu roku 2020 přivítala na Tchaj-wanu oficiální delegaci z České republiky v čele s předsedou českého Senátu Milošem Vystrčilem a pražským primátorem Zdeňkem Hřibem. Při této příležitosti in memoriam vyznamenala bývalého českého předsedu Senátu Jaroslava Kuberu za jeho dlouhodobou podporu Tchaj-wanu. Návštěva byla ostře sledovaná světovými médii, vzhledem k tomu, že většina států, včetně Česka, Tchaj-wan za samostatný stát oficiálně nepovažuje.

### Osobní život
Žije sama, je bezdětná a není v partnerském vztahu. Tisková agentura Nová Čína po jejím zvolení v květnu 2016 vydala článek, ve kterém dal autor Wang Wej-sing její „emotivnost“, „nevyrovnanost“ a „politický extremismus“ do souvislosti s jejím rodinným stavem. Má dvě kočky (Siang-siang a A-cchaj), které sehrály roli v jejích volebních kampaních, a v roce 2016 adoptovala tři vysloužilé vodicí psy.

## Vyznamenání
- velkokříž se zlatou hvězdu Řádu Francisca Morazána – Honduras, 3. října 2016[9]
- řetěz Řádu Quetzala – Guatemala, 11. ledna 2017 – udělil prezident Jimmy Morales[9]
- velkokříž se zlatou hvězdou Národního řádu José Matíase Delgada – 13. ledna 2017[9]
- Řád slona – Svazijsko, 17. dubna 2018[9]
- velkokříž Národního řádu cti a zásluh – Haiti, 29. května 2018 – udělil prezident Jovenel Moïse[9]
- Řád Belize – Belize, 16. srpna 2018[9]
- Řád Svatého Kryštofa a Nevisu – Svatý Kryštof a Nevis, 15. července 2019[9]